# Bakaieve, Ciornobai
Bakaieve (în ucraineană Бакаєве) este un sat în comuna Frankivka din raionul Ciornobai, regiunea Cerkasî, Ucraina.

## Demografie
Componența lingvistică a localității Bakaieve
     Ucraineană (92,99%)
     Rusă (6,67%)
Conform recensământului din 2001, majoritatea populației localității Bakaieve era vorbitoare de ucraineană (92,99%), existând în minoritate și vorbitori de rusă (6,67%).